# Te Dejo Madrid
"Te Dejo Madrid" là đĩa đơn trích từ album Laundry Service của ca sĩ người Colombia Shakira.

## Xếp hạng
| Charts (2001–2002)                 | Peak position |
| ---------------------------------- | ------------- |
| Spain (PROMUSICAE)                 | 7             |
| Hoa Kỳ Hot Latin Songs (Billboard) | 45            |
| Hoa Kỳ Latin Pop Songs (Billboard) | 22            |